# えびす温泉
『えびす温泉』（えびすおんせん）は、1994年10月3日（2日深夜）から1997年3月27日（26日深夜）までテレビ朝日で放送されていた音楽バラエティ番組。

## 概要
「イカ天」を踏襲したようなオーディションによる新人発掘が主な内容。「イカ天」と同じくアミューズ企画の為、5週勝ち抜きでキングなどのシステムが類似する。

## 出演者

### 司会
- 鈴木慶一
- YOU
- 田代まさし
- 三井ゆり

### 審査員など
- 加藤賢崇
- 南原清隆
- グ・スーヨン
- 青木達之
- 富沢美智恵
- OTO
- 山田公
- 井出恭子
- ブラザートム
- KONTA
- キャロル久末
- 白井良明
- ピエール瀧
- ケラ
- 寺田恵子
- なぎら健壱
- サンプラザ中野
- オナペッツ
- 関口和之
- 桑島法子（ナレーション）
- 鶴久政治
- 村上"ポンタ"秀一
- 野村義男
- 川上未遊（レギュラーアシスタント/レポーター）

## 出場バンド・アーティスト
- AFTER IMAGE
- BLAMHONEY
- CASCADE
- CORAL
- EDU
- Joe-Go(ジョーゴ)
- JOLLY PICKLES
- KWEEN
- MAILS
- MC仁義
- Moon Child
- mosh mosh sisters
- Plastic post paper
- ROSALIND
- Saboバンド
- SEX MACHINEGUNS
- SLENDER
- Super Cosmos
- Trushy urban cowboy
- THE CREATOR OF
- The GAIA
- THE JAMMING
- THE PEPPERMINT JAM
- THE　PRECIOUS
- TO THE MAX
- いとうかなこ
- オレンジズ
- キングビスケットフラワー
- ザ・サーフコースターズ
- ザ・茶番
- サブ・ローザ
- シャバグッチーズ
- スキップカウズ
- スケボーキング
- 座☆スターキーズ
- テレフォンキング
- ナチュラル・キュアー
- ハシケン
- ブランニューモンキーズ
- ホワイトクロウ
- ロザリーゴーズ
- 琴音
- 犬神サーカス団
- 殺害塩化ビニール(猛毒)
- 知子のロック
- 島袋京子&サザン・コンフォーツ・ファミリー
- 面影ラッキーホール
- 有機生命体
- 融合
- dip-switch

## 放送時間
いずれもテレビ朝日の時間帯とする（出典：）。
| 放送期間   | 放送期間   | 放送時間（日本時間）                 | 備考       |
| ---------- | ---------- | ------------------------------------ | ---------- |
| 1994.10.03 | 1995.09.25 | 月曜 00:00 - 00:45（45分、日曜深夜） |            |
| 1995.10.02 | 1996.04.01 | 月曜 00:00 - 00:30（30分、日曜深夜） |            |
| 1996.04.03 | 1996.12.18 | 水曜 01:10 - 01:40（30分、火曜深夜） |            |
| 1997.01.09 | 1997.03.27 | 木曜 01:10 - 01:40（30分、水曜深夜） | [ 注釈 2 ] |

## スタッフ
- 鈴木浩介
- ジャクソン井口

## 放送局
- テレビ朝日（制作局）
- 北海道テレビ：金曜 1:20 - 2:04（木曜深夜、1994年10月7日 - 1995年9月29日） → 金曜 1:40 - 2:10（木曜深夜、1995年10月6日 - 1996年3月29日） → 金曜 1:20 - 1:50（木曜深夜、1996年4月5日 - 1997年4月4日）[4]